# V337 de la Quilla
V337 de la Quilla (V337 Carinae) és una estrella de tipus K a la constel·lació de la Quilla. És una estrella variable irregular i té una magnitud visual aparent que varia entre 3,36 i 3,44.